# Machesney Park

Machesney Park est un village situé en banlieue de Rockford, au nord-est du comté de Winnebago,  dans l'Illinois, aux États-Unis,. Il est incorporé le 6 avril 1981.

## Démographie
Lors du recensement de 2010, le village comptait une population de 23 499 habitants. Elle est estimée, en 2016, à 22 873 habitants.

### Source de la traduction
- (en) Cet article est partiellement ou en totalité issu de l’article de Wikipédia en anglais intitulé « Machesney Park, Illinois » (voir la liste des auteurs).